# Château de Strauweiler
Le château de Strauweiler (allemand : Schloss Strauweiler) est un château en Allemagne situé dans la vallée de la Dhünn à Odenthal dans l'arrondissement de Rhin-Berg.
Le domaine seigneurial est mentionné pour la première fois par écrit autour de l'an 1300. Un petit château fort y existe sans doute depuis la fin du XIIe siècle, siège des seigneurs d'Odenthal. Le château actuel a été bâti en 1565 et remanié au fil du temps. Il a appartenu successivement aux seigneurs de Vorst[Lequel ?], von Quadt, von Hall et von Wolff-Metternich. Le château est aujourd'hui la propriété d'une branche de la famille princière zu Sayn-Wittgenstein-Berleburg. Il ne se visite pas, mais est ouvert pour certaines manifestations culturelles.